# هاپوگودا
هاپوگودا (به لاتین: Hapugoda) یک منطقهٔ مسکونی در سری‌لانکا است که در استان مرکزی (سری‌لانکا) واقع شده‌است.